# Effets de l'apnée du sommeil sur le rythme circadien
L’apnée du sommeil (ADS) est une maladie des voies respiratoires qui se manifeste durant le sommeil. Lorsqu’il y a un déséquilibre dans le rythme tonique et phasique de la contraction des muscles dilatateurs du pharynx, ceux-ci peuvent bloquer les voies respiratoires et causer des symptômes comme le ronflement, l’hypoxie (voies respiratoires partiellement bloquées) et même l’apnée (voies respiratoires complètement bloquées (Gabryelska & al., 2022). Ceci peut causer des éveils fréquents durant la nuit, qui réduisent la quantité de sommeil, ou provoquent même l’insomnie, causant plusieurs problèmes, notamment au niveau du cycle circadien (Gabryelska & al., 2022).
Le cycle circadien mammalien
Le cycle circadien des mammifères est une boucle de rétroaction négative. Premièrement, les facteurs de transcription BMAL1 et CLOCK se lient aux E-box des gènes Period (per) et cryptochrome (cry) (Gabryelska & al., 2022). Une fois transcrits, les protéines PER et CRY se lient pour former un hétérodimère dans le cytoplasme et entrent dans le noyau lorsqu’ils sont phosphorylés (Gabryelska & al., 2022). Une fois dans le noyau, ils vont pouvoir inhiber leur propre production, en détachant BMAL1et CLOCK de la E-box de leur gène (Gabryelska & al., 2022). Éventuellement, l’hétérodimère sera dégradé par un protéasome, ce qui permet à BMAL1 et CLOCK de retourner se lier aux E-box et ainsi le cycle recommence (Gabryelska & al., 2022). Comme ce cycle repose sur l'équilibre entre ses différents éléments, qui sont tous liés entre eux, des phénomènes qui affectent les niveaux de ceux-ci peuvent facilement dérégler le cycle.

## Mécanisme moléculaire de l'impact sur le cycle circadien

### Les Hifs
Le débalancement de l’homéostasie induit par l’hypoxie intermittente fait appel aux mécanismes de signalisation moléculaire contre l’hypoxie, notamment les HIFs (Malicki et al., 2022). Un complexe hétérodimérique composé de HIFα, qui est sensible aux niveaux d’oxygène et de HIFβ se forme en condition hypoxique. Cela permet la translocation de ce facteur dans le noyau, où il se lie à l’élément sensible à l’hypoxie (HRE), qui altère l’expression de certains gènes (Lee et al., 2019).  Il est essentiel de noter que plusieurs gènes de l’horloge ont le HRE dans leur séquence promotrice, d'où l’impact probable des facteurs HIF sur le rythme circadien. C’est entre autres le cas des gènes cry1, cry2, per1 et clock. Lorsque les Hifs interagissent avec cette séquence, l’expression de ces gènes serait alors sans doute altérée, (Bozek et al., 2007, Malicki et al., 2022). On remarque entre autres une augmentation de l’activité des gènes Per1 et CLOCK au niveau des cellules neuronales de souris se retrouvant en situation d’hypoxie (Chilov et al., 2001). De plus, HIF-1α peut directement interagir avec les protéines BMAL1 et CLOCK, ce qui lui confère un rôle non négligeable dans la perturbation du rythme de l’horloge moléculaire des mammifères (Wu et al., 2017). Cela serait probablement dû au fait que HIF et BMAL1/CLOCK ont des mécanismes de régulation transcriptionnelle similaires découlant d’une même structure moléculaire partagée par les deux,(Wu et al., 2017, Gabryelska & al., 2022). Durant les périodes d’hypoxie, le stress oxydatif est aggravé et les modifications apportées sur l’expression des gènes par les HIF permettent de s’adapter à cela (Zhang et al., 2021), bien que l’horloge s’en retrouverait perturbée. Ce mécanisme pourrait donc être responsable de la perturbation du rythme circadien chez les patients atteints d'apnée du sommeil pendant la nuit.

### Autres mécanismes moléculaires

#### 1. Activation sympathique et noradrénaline
Une augmentation de la concentration de noradrénaline (NA) dans le plasma est observée chez les patients atteints d’ADS. Cette augmentation est causée par l’activation sympathique provoquée par l’ADS. De plus, la NA cause une augmentation concentration-dépendante de l’expression du gène per-1 in vitro et in vivo (Burioka et al., 2008).   

#### 2. Micro-Arns
L’hypoxie provoquée par l’ADS va aussi altérer l’expression de certains microARNs. Plusieurs, dont la famille 181, sont en effet induits par des conditions hypoxiques (Kulshreshtha et al., 2007). Les microARNs sont de petits fragments d’ARN qui servent à inhiber un gène après la transcription (donc en agissant sur l’ARNm). Il a été démontré que l’expression des gènes bmal1, clock et cry2 va être diminuée chez les patients atteints de l’ADS (Yang et al., 2019). En sachant que ces trois gènes peuvent être ciblés par des microARNs de la famille 181 (donc exprimés en hypoxie), on peut hypothétiser  que c’est l’action de ces derniers qui explique le phénomène (Malicki et al., 2022). L’hypoxie intermittente causée par l’ADS pourrait donc induire des microARNs, qui vont faire la régulation négative post-transcriptionnelle de ces trois gènes de l’horloge. En d’autres mots les gènes de l’horloge seront transcrits, mais les microARNs vont les empêcher d’être traduits pour donner leurs protéines. 
Sirtuine-1 est un gène qui produit des sirtuines, soit des enzymes histone-désacétylases qui jouent un rôle primordial dans le rythme circadien des mammifères. Les gènes sirtuine-1 et period-2 sont deux éléments d’une boucle de régulation négative nécessaire au fonctionnement de l’horloge chez les mammifères et l’absence de sirtuine-1 dérègle le cycle (Wang et al., 2016). En sachant que les microARNs exprimés en hypoxie peuvent aussi réprimer l’expression de sirtuine-1, on peut prévoir que ce mécanisme va résulter en des perturbations du cycle circadien (Malicki et al., 2022). 

## Impacts sur le système cardiovasculaire
Les dérèglements du cycle circadien peuvent influencer plusieurs systèmes, dont le système cardiovasculaire (Gabryelska & al.,2022). Certaines études ont démontré qu’un débalancement mineur de 12h (inversion de cycle) peut augmenter les pressions systoliques et diastoliques de 3.0 mmHg et 1.5 mmHg respectivement, durant les phases de sommeil (Morris & al., 2016). Cette augmentation de la pression peut avoir des effets drastiques sur le cœur et la circulation sanguine. De plus, l’ADS a démontré avoir un grave impact sur le cycle circadien en causant de multiples dérèglements. Il est possible que cette condition possède les mêmes effets sur le système cardiaque, ou puisse même empirer des conditions déjà présentes.  En effet, les patients atteints de l’ADS possèdent un risque plus élevé de développer de l’hypertension (Peppard & al., 2000). Même les patients avec très peu d’épisode d’apnée ou d’hypoxie avaient 42% plus de chance de démontrer de l’hypertension que des patients sains (Peppard & al., 2000). Le lien de causalité entre l’hypertension et l’apnée du sommeil est cependant encore mal compris (Gabryelska & al., 2022). 